# S IMMO
S IMMO AG er et ejendomsselskab, der investerer i ejendomme i Østrig, Tyskland og Central- og Østeuropa. Ved udgangen af 2023 omfattede selskabets sammenlagt ejendomsportefølje en værdi på €3,5 mia.
Ejendomsselskabet har været registreret på Wiener Börse siden 1987.